# James Travers (jornalista)
James Travers (c. 1948 - 3 de março de 2011) foi um jornalista canadense, mais conhecido como editor e correspondente político para o Toronto Star.